# Avenida Knickerbocker (línea de la Avenida Myrtle)
La Avenida Knickerbocker es una estación en la línea de la Avenida Myrtle del Metro de Nueva York de la división B del Brooklyn–Manhattan Transit Corporation. La estación se encuentra localizada en Bushwick, Brooklyn entre la Avenida Knickerbocker y la Avenida Myrtle. La estación es servida en varios horarios por los trenes del Servicio .